# Skedböjning
Skedböjning är ett samlingsnamn för mental böjning av metall. Utan att till synes använda fysisk påverkan böjer sig metallföremål med lätthet i framförarens händer. Skedböjning är ett av de vanligare trick som charlataner använder för att övertyga åskådare om sin kraft. Det finns även kurser i så kallad "spoon bending" som går ut på att man efter nogsamma instruktioner från kursledaren faktiskt till synes böjer skedar och andra föremål med tankekraft. 
Det vanligaste sättet att åstadkomma en skedböjning är att böja skeden med fingrarna, eventuellt i förhand. Genom att dölja böjningarna och fördröja tidpunkten då iakttagarna blir varse dem kan man få en illusion av att metallen böjer sig självt under endast mental påverkan. Vanligt är också att föremålen endast visas i vissa gynnsamma vinklar där de ser oböjda ut, men i själva verket är böjda. Detta kräver ofta att framföraren kan hantera publiken så att endast de gynnsamma vinklarna är synliga. 
En variant av detta är att åstadkomma en materialutmattning. En liten bit av materialet utmattas, till exempel genom böjning, vilket leder till att minimal kraft behöver anbringas för att metallen ska böja sig eller till och med gå sönder. 
Uri Geller har videofilmats under minst en skedböjning där man kan se hur han böjer skeden med fingrarna.
Vanliga varianter på skedböjning är böjning av gafflar och nycklar. Ett närliggande ämne är så kallad spikböjning vilket egentligen är samma sak som skedböjning, men med den skillnaden att man erkänner att man böjer metallen med muskelstyrka.